# Захисні кольори (фільм)
«Захисні кольори» (пол. «Barwy ochronne») — польський художній фільм 1976 року режисера Кшиштофа Зануссі.

## Сюжет
Група студентів проводить літні канікули в університетському таборі, вивчаючи лінгвістику. Один з директорів табору, Ярослав — молодий викладач, що вважає за краще бути зі студентами запанібрата...

## У ролях
- Петро Гарлицький
- Збігнєв Запасевич

## Творча група
- Сценарій: Кшиштоф Зануссі
- Режисер: Кшиштоф Зануссі
- Оператор: Едвард Клосинський
- Композитор: Войцех Кіляр